# なんだろう
なんだろうは、日本テレビ放送網のマスコットキャラクター。
豚がモチーフである（しっぽは、アナログテレビ放送における本局の物理チャンネル、ならびに地上デジタルテレビジョン放送におけるリモコンキーIDの「4」を模っている）。

## 概説
日本テレビが開局40周年を迎える1年前の1992年8月28日から60周年を迎える1年前の2012年12月31日まで使われていた。翌1993年の日本テレビの開局40周年を記念して制作された。
キャラクターデザインはスタジオジブリの映画監督・宮崎駿で、『紅の豚』の冒頭部分に登場している。宮崎によれば、このキャラクターは「性別もない架空の生き物で、しいて言うなら、だれの心の中にもいる、好奇心や夢といったもののシンボル」 だという。
当初は開局40周年のキャッチコピーである「みんなの中に、私はいます。」のキャラクターとして1年間限定使用とする予定であり、日本テレビ制作番組のクレジットは、それまでの1978年に制定された日本テレビ社章・統一シンボルマークに代わってなんだろうが使用され、「製作著作・（なんだろう）40th日本テレビ」とされた。「40th」の表示期間は1992年8月28日から1993年12月31日で、1992年と1993年の『24時間テレビ 「愛の歌声は地球を救う」』は2年連続「開局40周年記念番組」である。
なんだろうのぬいぐるみは1993年、『午後は○○おもいッきりテレビ』、『クイズ世界はSHOWbyショーバイ!!』、『マジカル頭脳パワー!!』などといった当時の日本テレビの人気番組のセットや司会席に置かれた。前年の1992年は『24時間テレビ 愛の歌声は地球を救う』の公式キャラクター「おたまジャクソン」が各番組に置かれていたが、なんだろうのぬいぐるみが引き継いだことで視聴者に知れ渡り、人気が出たため、正式に1994年以降もマスコットキャラクターとして設定され、制作番組クレジットにも引き続き使用されたと同時に2003年から2013年まではロゴの変更とともに日テレの社旗にも使用されたほか、同社の中継車やテレビカメラにも描かれてあった。
2004年から2013年までは、日本テレビ関連会社のアール・エフ・ラジオ日本でもなんだろうが使われていた。企業ロゴとしてのなんだろうは2003年から配色が変更された（黒の縁+緑 → 金の縁のみ。BS日テレは2008年3月末までは、1992年7月登場時の「黒の縁+緑」のまま変更されていなかった）。
2008年1月1日から2009年3月29日までは、創立55周年に伴うキャンペーンロゴ（『日テレ55』）使用のため、クレジットから「なんだろう」が一時非表示となっていた（キャンペーン終了後の2009年3月30日より、エンドクレジットに「なんだろう」表示が復活）。
2013年1月1日より、創立60周年に伴うキャンペーンロゴ（『0テレ Go! Next 60』）への差し替えにより、CS放送とBS日テレの一部番組を含め再びエンドクレジットに表示されなくなった。チャンネル名の日テレG+、日テレNEWS24、日テレプラスは2003年から使用している従来のロゴを継続使用していた。
2014年1月以降、テレビ画面上で「なんだろう」は登場しなくなり、事実上日本テレビのマスコットキャラクターは「ダベア」が役割を担っている。ただし「なんだろう」の使用を終了するという事ではなく、今後も日本テレビのキャラクターとして継続して使用するとの事。2014年7月19日公開のスタジオジブリ作品『思い出のマーニー』（監督米林宏昌）の宣伝ポスターの右下には、日テレの新ロゴでなく「なんだろう」が黒の縁のみで小さく表記されている。また、日本テレビが関わる映画の冒頭に表示されるロゴマークも、0テレロゴ使用に伴い一部変更され、なんだろうと日テレロゴ（2013年までのもの）が現れるまでは従来のまま、最後にロゴが回転し0テレロゴ とキャッチフレーズの「見たい、が世界を変えていく。」が表示されるように変更された。2023年から開催されている「金曜ロードショーとジブリ展」では金曜ロードショーオープニングに登場したフライデーおじさんとともに公式グッズとして登場している。
「なんだろう」ロゴ使用期間
- 1992年08月28日 - 2012年12月31日：日本テレビ
- 2000年12月01日 - 2013年12月31日：BS日テレ
- 2002年03月01日 - 2013年12月31日：CS日本
- 2003年12月09日 - 2013年04月30日：ラジオ日本

## エピソード
- バラエティ番組『進め!電波少年』で、松村邦洋が「なんだろう」を「木村嘉夫（きむら・よしお）」に改名する企画が放送されたが、失敗に終わった。なお、「木村嘉夫」は後に『雷波少年』などに出演したロバ、ロシナンテの本名として使用された。
- 一時期読売ジャイアンツの選手が東京ドームで行われる主催試合でホームランを打つと、ジャビットとなんだろうのぬいぐるみがプレゼントされていた。
- モチーフは豚であるが、スタジオジブリが製作したCM用アニメーションの一つに、なんだろうが回転する途中で正面を向き、ピンク色の大きな鼻を見せるものがあった。これは明らかに豚にしか見えないため、日本テレビ側がNGを出し、実際にCMで使用されることはなかった。ただし、そのバージョンを含めた数パターンがDVD「ジブリがいっぱいSPECIAL ショートショート」に収録されている。
- デジタル放送受信機の放送局表示アイコンにもなんだろうが使われており、地上デジタル、BSデジタル「BS日テレ」、110度CSデジタルの「CS日本番組ガイド」[注 2] のいずれのチャンネルも「金の縁」のなんだろうを使用していた。BSデジタルの受信機表示アイコンは2008年3月までは「黒の縁+緑」のなんだろうを使用していた。